# 梵灯庵
梵灯庵（ぼんとうあん、正平4年/貞和5年（1349年）- 応永24年（1417年）?）は、南北朝時代から室町時代中期にかけての連歌師。もとは足利家の家臣で朝山小次郎師綱と称し､後に勝部姓に改めている。
冷泉為秀に和歌を、二条良基に連歌を学び、室町幕府3代将軍足利義満に和歌・連歌をもって同朋衆として仕え、使者として2回薩摩国へ下っている。40歳過ぎに出家し、筑紫国・熊野・陸奥国など20年余り諸国を巡り歩き、連歌師としての名を広めた。句風は、周阿の影響を受けて技巧的であるが、連歌書では誠の数寄にふれ主観的な美意識を唱えた。門弟に高山宗砌がいる。
連歌書に「梵灯庵袖下集」「梵灯庵主返答書」などがある。